# 셔틀콕 (영화)
"셔틀콕"은 2014년에 개봉한 대한민국의 영화이다.

## 캐스팅
- 이주승 : 백민재 역
- 김태용 : 백은호 역
- 공예지 : 백은주 역
- 김민철 : 현태 역
- 허석 : 현수 역
- 최용현 : 정비사 / 노숙자 역
- 유하복 : 부동산 역